# Gustav Marin
Gustav Marin (11. února 1835 Černovice – 9. nebo 12. dubna 1912 Călinești) byl rakouský statkář a politik německé národnosti z Bukoviny, koncem 19. století poslanec Říšské rady.

## Biografie
Národností byl Němec. Absolvoval technická studia. Působil jako velkostatkář. Po delší dobu zasedal jako poslanec Bukovinského zemského sněmu, kde zastupoval venkovské obce okresu Černovice. Krátce byl i členem zemského výboru. Zasedal v okresní silniční komisi v Suceavě. Byl mu udělen Řád Františka Josefa.
Působil i jako poslanec Říšské rady (celostátního parlamentu Předlitavska), kam usedl v doplňovacích volbách roku 1890 za kurii venkovských obcí v Bukovině, obvod Rădăuți, Suceava atd. poté, co rezignoval Kornel Kossowicz. Nastoupil 4. prosince 1890. Ve volebním období 1885–1891 se uvádí jako Gustav Marin, statkář, bytem Călinești.
Zemřel po dlouhé vážné nemoci v dubnu 1912 ve věku 68 let na svém statku.